# Џанђанг
Џанђанг (湛江) град је Кини у покрајини Гуангдонг. Према процени из 2009. у граду је живело 708.595 становника.

## Становништво
Према процени, у граду је 2009. живело 708.595 становника.
| 1990.   | 2000.   | 2009    |
| ------- | ------- | ------- |
| 381.768 | 542.976 | 708.595 |

## Партнерски градови
- Кернс
- Ћићихар